# Kathedraal van Amalfi
De kathedraal van Amalfi (Italiaans: Cattedrale di Sant'Andrea of Duomo di Amalfi) is een 9e-eeuwse kathedraal in de Italiaanse stad Amalfi. Ze is gewijd aan de apostel Andreas, van wie relieken hier ook aanwezig zijn in een crypte. Sinds 1986 is Amalfi de zetel van het Aartsbisdom Amalfi-Cava de’ Tirreni.
Het bouwwerk is meerdere malen aangepast waardoor een mengeling van romaanse, Byzantijnse, gotische en barok en rococo-architectuur.  Binnen het complex is ook de basiliek opgenomen waar Sint Andreas begraven ligt.

## Geschiedenis
De nieuwe kathedraal werd gebouwd naast de oudere basiliek, die op haar beurt op de ruïnen van een tempel was gebouwd. De overblijfselen van Andreas zijn in 1206 tijdens de Vierde Kruistocht naar Amalfi gebracht door Kardinaal Pietro Capuano. Twee jaar later, in 1208, was de crypte afgebouwd en werden de relieken naar de kerk gebracht. 
Aartsbisschop Stefano Quaranta liet het graf van Andreas in de crypte restaureren, alsook andere delen van de kathedraal, in de loop van de 17e eeuw.
In 1891 stortte een deel van de gevel in waarna deze herbouwd werd.
- Gemeinsame Normdatei: 4370070-6
- Library of Congress Control Number: n00000176
- Virtual International Authority File: 264628739